# Свети Пантелеймон (Княжево)
Вижте пояснителната страница за други значения на Свети Пантелеймон.
„Свети Великомъченик Пантелеймон“ (на руски: Храм Святого Пантелеймона) е руска православна църква, намираща се в българската столица София, квартал Княжево. Църквата е втори храм на Московското подворие в България.